# 바이올린 소나타 8번 (베토벤)
《바이올린 소나타 8번 사장조 작품번호 30-3》은 루트비히 판 베토벤의 세 개의 바이올린 소나타, 작품 번호 30 세트 중 세 번째 작품이다.

## 작곡
1801년에서 1802년에 걸쳐서 다른 두 개의 바이올린 소나타(6번 가장조 작품 번호 30, 1과 7번 다단조 작품 번호 30, 2)와 함께 작곡되었다. 베토벤은 그의 청력 문제를 개선하기 위해 1802년 4월부터 10월까지 빈의 바로 외곽에 있는 오스트리아의 작은 마을 하일리겐슈타트에 머무르고 있었는데, 3월과 5월 사이에 작품 번호 30의 대부분의 작업을 완료했다. 이것은 베토벤이 자신의 청력을 잃고 있다는 사실을 인정해야 했던 베토벤의 삶에서 충격적인 순간에 만든 작품 임을 뜻한다.

## 출판 및 헌정
1803년에 6번 가장조, 작품 번호 30-1, 7번 다단조, 작품 번호 30-2과 함께 Trois Sonates pour le piano-forte avec accompagnement de violon ("바이올린을 동반한 피아노포르테를 위한 세 개의 소나타")라는 제목으로 빈의 Kunst und Industrie-Comptoir ("예술과 산업 상점 사")를 통해 출판되었다. 헌정은 러시아 황제 알렉산드르 1세에게 이루어졌다.

## 음악
8번 사장조 소나타는 작품 번호 30 소나타의 "차머"("charmer")라고 불렸다. 사장조의 다른 많은 작품들과 마찬가지로 "때묻지 않은 자연", "흔들리지 않는 감정", "기운찬 영혼과 흥겨움"의 공기를 호흡한다. 실제로 베토벤은 하일리겐슈타트의 빈 외곽의 아름다운 숲에서 보낸 쾌적한 여름날 이 소나타를 작곡했다.

## 악장 구성
이 소나타는 네 개의 악장으로 구성되어 있으며, 연주 시간은 약 18분 정도가 소요된다.

### 1악장. 알레그로 아사이
사장조, 6/8 박자, 소나타 형식, 연주 시간은 6분 정도이다.
대조되는 조성, 전개부 섹션 및 재현부에 두 개의 주제를 가지고 있는 표준 소나타 형식이다.

### 2악장. 템포 디 미뉴에트, 마 몰토 모데라토 에 그라치오소
내림마장조, 3/4 박자, 조용한 완서악장, 연주 시간은 8분 정도이다.
느리게도, 미뉴에트도 아니다(베토벤은 미뉴에트 자체가 아니라 미뉴에트 템포를 지정한다). 그것은 매혹적인 사랑스러움과 로코코식 우아함의 음악으로 설정된 오프닝 주제에 대한 약간의 다양한 반복으로 구성된다

### 3악장. 알레그로 비바체
사장조, 2/4 박자, 론도 형식, 연주 시간은 대략 4분 정도이다.
마지막 악장 론도에서는 생동감 넘치는 유머와 강한 제안과 함께 농민의 백파이프가 저음에서 웅웅거리는 소리를 낸다.

## 같이 보기
- 베토벤의 바이올린 소나타
- 바이올린 소나타 6-8번, 작품 번호 30 (베토벤)
- 바이올린 소나타 6번 (베토벤)
- 바이올린 소나타 7번 (베토벤)

## 참고 문헌
각주
1. ↑  “Sonata for violin & piano No. 6 in… | Details” (미국 영어). 2020년 12월 10일에 확인함.
2. ↑  VRS (2012년 5월 11일). “PROGRAM NOTES: THE BEETHOVEN PROJECT” (영어). 2020년 11월 28일에 확인함.

출처
- CD 박스 세트 베토벤, 슈만, 브람스-바이올린 소나타와 함께 제공되는 소책자. 도이치 그라모폰 프로덕션 (유니버설), 2003.
- Harenberg 문화 가이드 실내악. Brockhaus, Mannheim 2008, ISBN 978-3-411-07093-0
- Jürgen Heidrich : 바이올린 소나타에서 : 베토벤 설명서. Bärenreiter, Kassel 2009, ISBN 978-3476021533. 466-475 쪽.
- “바이올린과 피아노를 위한 소나타 8번 설명”. 《Allmusic》 (영어). 2020년 12월 27일에 확인함.